# Дмитро Гедз

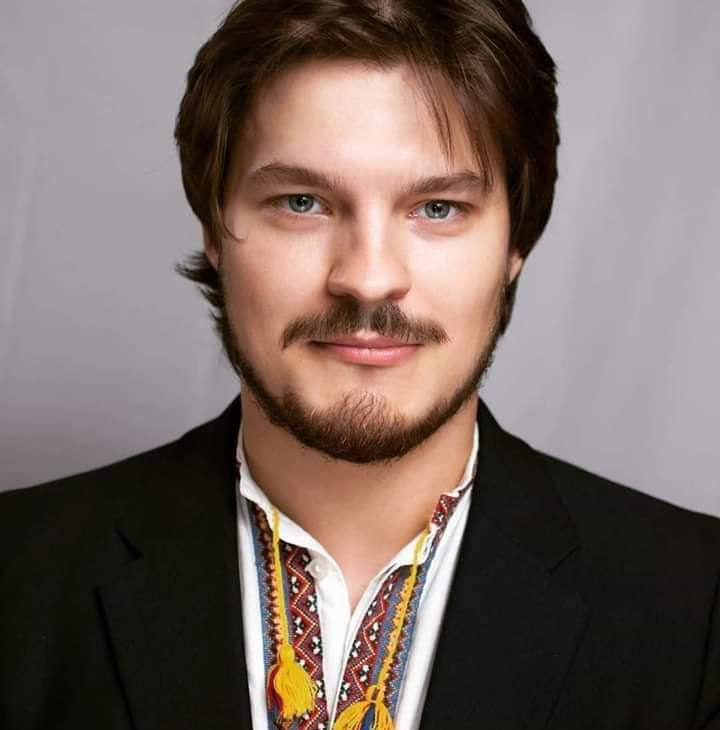
Дмитро Сергійович Гедз

Дмитро Сергійович Гедз (нар. 17 листопада 1989 р., Вінниця, Українська РСР, СРСР) - український театральний актор, драматург. 

## Життєпис
Дмитро Гедз народився 17 листопада 1989 року у Вінниці в родині військовослужбовця. У 2009 році закінчив Вінницьке училище культури і мистецтв ім. М.Д. Леонтовича за спеціальністю "Хореографія". У 2015 році здобув освіту в Київському національному університеті культури і мистецтв за спеціальністю "Актор театру" (майстерня Ніни Миколаївни Гусакової).
З 2010 по 2015 рік працював актором у Київському академічному театрі "Золоті ворота". 
З 2015 року є актором Миколаївського національного академічного театру драми та музичної комедії. 
У 2018 році став членом Національної спілки театральних діячів України.

## Особисте життя
У 2024 році одружився.

## Театральні роботи
| Вистава                        | Роль          | Режисер                       |
| Собор Паризької Богоматері     | Суддя Флоріан | з.д.м.України Валерій Пацунов |
| Бомж-ілюзіон (Оркестр Титанік) | Мето          | з.д.м.України Валерій Пацунов |

| Вистава                                 | Роль                      | Режисер                      |
| "Одного разу в Нью-Йорку"               | Террі                     | з.д.м.України Сергій Павлюк  |
| "Леонардо"                              | Людовіко Сфорца           | з.д.м.України Сергій Павлюк  |
| "Мертві Душі"                           | Губернатор                | н.а.України Ігор Славінський |
| "Хазяїн"                                | Маюфес                    | Максим Голенко               |
| "Біла Ворона"                           | Карл VII                  | Максим Голенко               |
| "За двома зайцями"                      | Голохвастов               | Євген Мерзляков              |
| "Захід"                                 | Боярський                 | Максим Голенко               |
| "Шевальє Іван Сірко"                    | Семен Кваша               | з.д.м.України Сергій Павлюк  |
| "Шури-мури"                             | Сергій                    | з.а.України Сергій Чверкалюк |
| "Весела вдова"                          | Віконт Каскада            | з.д.м.України Олег Ігнатьєв  |
| "Легенда про Тіля"                      | Тіль                      | Максим Голенко               |
| "Незнайомка 32"                         | Дмитро                    | Віталій Маркітан             |
| "9 життів Едіт Піаф"                    | Поль Моріс, Батько Гасіон | з.д.м.України Сергій Павлюк  |
| "Вестсайдська історія"                  | Бернардо                  | Лінас Зайкаускас             |
| "Він,Вона,Вікно,Покійник"               | Річард Уіллі              | з.д.м.України Сергій Павлюк  |
| "Мишоловка" (Вбивство Гонзаго)          | Генрі                     | з.д.м.України Сергій Павлюк  |
| "Труфальдіно з Бергамо"                 | Брігелла                  | з.д.м.України Сергій Павлюк  |
| "Квітка на три місяці"                  | Бруно Шустер              | з.д.м.України Сергій Павлюк  |
| "Чи є життя після весілля?"             | Сіма                      | Олег Мамикін                 |
| "Конотопська відьма"                    | Сотник Забрьоха           | з.д.м.України Сергій Павлюк  |
| "16 поверхів до правди"                 | Захар                     | Олег Мамикін                 |
| "Наполеон і Корсиканка"                 | Губернатор Лоу            | з.д.м.України Сергій Павлюк  |
| "Наталка Полтавка"                      | Возний Тетерваковський    | з.д.м.України Сергій Павлюк  |
| "Джаз і дівчата"                        | Пачуко Білі Гетри         | з.д.м.України Сергій Павлюк  |
| "Сон літньої ночі"                      | Нік Навій, Пірам,Віслюк   | Євгеній Резніченко           |
| "Моя професія - синьйор з вищого світу" | Раймондо                  | з.д.м.України Сергій Павлюк  |